# Lacha Boughadze
Lacha Boughadzé (en géorgien : ლაშა ბუღაძე, Lasha Bugadze) est un auteur dramatique, nouvelliste et essayiste géorgien né le 16 novembre 1977 à Tbilissi (alors en Union soviétique).

## Biographie
Lacha Boughadzé fait ses études supérieures à la faculté des lettres de l'université d'État Ivané-Djavakhichvili de Tbilissi et à la faculté d’art dramatique et de cinéma de l'Institut de théâtre Chota-Roustavéli de Tbilissi.
Il écrit sa première pièce, « Otar », à l’âge de dix-sept ans.
L’actuel directeur de l’Opéra national de Tbilissi, David Sakvarelidzé, signe en 1998 une mise en scène d’ « Otar ». 
Il se souvient d’un article du Times à Londres où il était écrit : « Quelque part sur les bords de la mer Noire, une nouvelle vague de théâtre est née ».
Lacha Boughadzé est aujourd’hui un écrivain de renom dans son pays. Auteur de divers essais, nouvelles et pièces de théâtre, il anime régulièrement différentes émissions littéraires sur les radios et télévisions géorgiennes.
Depuis 2000 il participe à divers ateliers ou festivals littéraires et de théâtre, comme : à la Maison des écrivains étrangers et traducteurs de Saint-Nazaire (d) (MEET), au « Literatur Express » Lisbonne-Berlin, aux journées culturelles en Grande-Bretagne, au Nouveau Drame à Prague, à la Maison de la Baltique à Saint-Pétersbourg, au festival Art-Gruz de Moscou.
Ses textes ont reçu de nombreux pris littéraires, notamment le prix national Tsinandali de la meilleure œuvre de l’année pour « Otar », le prix Saba de la meilleure pièce de l’année pour « Nugzar et Méphistophélès » en 2003, le prix du théâtre russe indépendant en 2006, le prix international de la BBC pour « Quand les taxis sont attaqués » en 2007.
Les nombreuses pièces de Lacha Boughadzé sont régulièrement jouées en Géorgie, notamment au théâtre Stouroua, le théâtre le plus important de Tbilissi, mais aussi à l’étranger, en Grande-Bretagne, en Pologne, en Russie…
Il est le principal représentant du nouveau théâtre géorgien. Sa pièce « Otar », créée au Théâtre de la Cave de Tbilissi en 1998, en a été fondatrice.

## Œuvres
disponibles en français
- Otar et autres pièces (1997-2001), traduites du géorgien par Mariam Kveselava avec la collaboration d’Irina Gogobéridzé et d’Emmanuel Guillemain d’Échon, et par Anna Nadibaïdzé-Bouatchidzé, L'Espace d'un instant, Paris, 2008,  (ISBN 978-2-915037-45-6)